# Adnan Guso
Adnan Gušo, född 30 november 1975 i Sarajevo i Jugoslavien, är en före detta målvakt i Bosnien och Hercegovinas herrlandslag i fotboll. Sommaren 2009 återvände Adnan till FK Željezničar Sarajevo som målvaktstränare.